# Louisiana (Nya Frankrike)
Louisiana (franska: La Louisiane; eller La Louisiane française) eller Franska Louisiana var ett administrativt distrikt i Nya Frankrike. Det var under fransk kontroll åren 1682–1762 och 1802–1804, och uppkallad efter kung Ludvig XIV av Frankrike, av franske upptäcktsresanden René Robert Cavelier de La Salle. Området täckte ursprungligen stora delar av Mississippifloden och sträckte sig från Stora sjöarna till Mexikanska golfen och från Appalacherna till Klippiga bergen. Louisiana var indelat i två regioner, Övre Louisiana (franska: Haute-Louisiane), som började norr om Arkansasfloden, och Nedre Louisiana (franska: Basse-Louisiane). Den moderna amerikanska delstaten Louisiana namngavs efter regionen, fastän den bara utgör en liten del av det gamla franska området.

### Fotnoter
1. ↑  ”Louisiana” (på engelska). World Statesmen. http://www.worldstatesmen.org/US_states_L-M.html#Louisiana. Läst 8 november 2015.